# Bryana Holly
Bryana Holly (Huntington Beach; 12 de julio de 1993) es una modelo estadounidense. 

## Biografía

### Infancia
Holly asistió a la escuela secundaria en Huntington Beach y a la Universidad de California.

### Vida privada
Bryana Holly ha mantenido relaciones amorosas con Brody Jenner de junio a octubre de 2013; con Leonardo DiCaprio en 2014 con quién fue fotografiado en varias ocasiones en eventos de la industria del entretenimiento y en vacaciones en las playas de Malibú y Saint-Tropez; y con Ashton Irwin de marzo a septiembre de 2015.
El 12 de diciembre del 2016 inició una relación con el actor británico Nicholas Hoult.Hoult y Holly tuvieron su primer hijo llamado Joaquin Nicholas, que nació el 17 de abril de 2018 y un segundo hijo nacido en octubre de 2022.Hoult y Holly se casaron en secreto, por lo que se desconoce la fecha del enlace.

## Trayectoria
- Ha trabajado como modelo para algunas de las agencias de modelos y talentos de renombre mundial, incluidas 'No Ties Management' de San Diego;[9] 'Wilhelmina Models' de Los Ángeles/Miami; y 'One.1' de Nueva York.
- Recibió el título de Miss Septiembre 2012 de la revista 'TransWorld Surf'.[9]
- Holly apareció en la famosa publicación estadounidense de entretenimiento y estilo de vida masculino 'Playboy'. La revista la llamó "Diosa impresionante" en la aplicación Playboy. [10]
- También presentó 'Zooshoo', el catálogo minorista 'Invierno 2013' y 'Primavera 2014' de 'Gypsum' en la portada de la revista de estilo de vida de otoño de 2013. [11]
- Holly también apareció en los anuncios de la marca de estilo de vida del sur de California 'Fede Trajes de baño' de Diana Marcotrigiano,[12] y en otra marca de trajes de baño 'Solkissed', creada por la diseñadora Alejandra Boggiano.[13]
- Ha ganado una inmensa popularidad a través de su cuenta de Instagram, donde cuenta con más de 1,7 millones de seguidores; fue nombrada 'Chica de la semana de Instagram' por la revista masculina 'Maxim' en la primera semana de enero de 2015.[14]
- Holly también interpretó un videoclip musical de 3 minutos, 'Zeds Dead: Collapse', dirigido por Danny Sawaf y estrenado en los EE. UU. el 18 de mayo de 2015.[15]